# أندريه بورشبيرج
أندريه بورشبيرج (بالإنجليزية: André Borschberg) هو رجل أعمال وطيار سويسري وعضو مؤسس للمشروع سولار إمبلس عام 2010.

## وصلات خارجية
- Official Solar Impulse Website